# 필리핀 내전
필리핀 내전(스페인어: Insurgencia en Filipinas)은 1969년부터 일어나고 있는 필리핀에서 일어나고 있는 필리핀 정부, 공산주의자 및 이슬람주의자, 모로족들간의 내전이다. 크게 2가지 충돌로 나뉜다.
- 필리핀 공산주의 반란
- 모로 분쟁